# روبرت إيميت أوكونور
روبرت إيميت أوكونور (بالإنجليزية: Robert Emmett O'Connor)‏ هو ممثل أمريكي، ولد في 18 مارس 1885 في الولايات المتحدة، وتوفي في 4 سبتمبر 1962 بهوليوود في الولايات المتحدة.

## أعمال

### أفلام
- (1930) البيت الكبير
- (1933) سيدة لمدة يوم
- (1940) صلب ساخن
- (1945) مغامرة
- (1947) الباعة المتجولون
- (1950) سانسيت بوليفارد

## وصلات خارجية
- روبرت إيميت أوكونور على موقع IMDb (الإنجليزية)
- روبرت إيميت أوكونور على موقع ألو سيني (الفرنسية)
- روبرت إيميت أوكونور على موقع ميوزك برينز (الإنجليزية)
- روبرت إيميت أوكونور على موقع أول موفي (الإنجليزية)
- روبرت إيميت أوكونور على موقع قاعدة بيانات برودواي على الإنترنت (الإنجليزية)
- روبرت إيميت أوكونور على موقع قاعدة بيانات برودواي على الإنترنت (الإنجليزية)
- روبرت إيميت أوكونور على موقع قاعدة بيانات الأفلام السويدية (السويدية)
- روبرت إيميت أوكونور على موقع قاعدة بيانات الفيلم (الإنجليزية)
- روبرت إيميت أوكونور على موقع كينوبويسك (الروسية)